# Hikaru Naomoto
Hikaru Naomoto (猶本 光, 3 de març de 1994) és una futbolista japonesa. Va debutar amb la selecció del Japó el 2014. Va disputar 18 partits amb la selecció del Japó.

## Estadístiques
| Selecció del Japó | Selecció del Japó | Selecció del Japó |
| Anys              | Partits           | Gols              |
| ----------------- | ----------------- | ----------------- |
| 2014              | 6                 | 0                 |
| 2015              | 2                 | 0                 |
| 2016              | 0                 | 0                 |
| 2017              | 7                 | 0                 |
| 2018              | 3                 | 0                 |
| Total             | 18                | 0                 |